# Rosita Quintana
Trinidad Rosa Quintana Muñoz (Buenos Aires, 16 de julio de 1925-Ciudad de México, 23 de agosto de 2021), conocida como Rosita Quintana, fue una actriz, cantante y compositora argentinomexicana conocida como las piernas más bonitas de México, apodo que compartió con las actrices Sonia Furió, Lilia Prado y Evangelina Elizondo.
Tuvo una extensa carrera como actriz, apareciendo en varias películas mexicanas. Entre sus películas más destacadas se incluyen; El charro y la dama (1949), Calabacitas tiernas (1949), Susana (1951), Serenata en México (1956) y Cuando México canta (1958). Por sus actuaciones, recibió premios en México, Argentina, Alemania, Rusia y España, y en 2016 la Academia Mexicana de Artes y Ciencias Cinematográficas le entregó el Ariel de Oro por su trayectoria.
Como cantante, es recordada por sus interpretaciones de rancheras, huapangos, boleros y canciones festivas, como «Vámonos al parque, Céfira», que fue un gran éxito de ventas en Latinoamérica. Grabó la mayoría de sus éxitos y álbumes para Discos Musart. En sus grabaciones para Discos RCA Víctor la acompañó el Mariachi Vargas de Tecalitlán. En 1955, ganó el prestigioso Premio Wurlitzer a la Mejor Cantante Ranchera. En 1965, grabó en Argentina varios tangos que fueron editados en el disco Charlemos, Buenos Aires.

## Biografía y carrera
Trinidad Rosa Quintana Muñoz nació el 15 de julio de 1925 en el barrio de Saavedra en la capital de Argentina, Buenos Aires. Hija de Arturo Quintana y María Antonia Muñoz. Siendo niña estudió en el colegio de monjas María Auxiliadora, y gracias a la influencia de su abuela, Carmen Alonso, guitarrista e intérprete de tango, Rosita se empezó a interesar por el canto. Interpretaba tangos a escondidas para sus amigas del colegio, y cuando las monjas la descubrieron, la expulsaron, ya que los tangos se consideraban indecentes y arrabaleros en aquella época. A pesar de esto no se desanimó y su abuela, la principal impulsora de su talento, fue quien le regaló su primera guitarra y la llevó a una escuela de canto. 
Quintana debutó a los 15 años en un teatro de revista de su país natal, como la vocalista de una de las orquestas más famosas de la época –La orquesta de los hermanos Caro–, ahí fue vista por el compositor Rodolfo Sciamarella y la invitó a interpretar sus tangos al Teatro Casino. De allí le empezaron a llover ofertas de trabajo. En alguna ocasión el cantante mexicano Jorge Negrete de gira por Sudamérica, presencia una actuación de Rosita y la invita a México, en donde debuta en el famoso Centro Nocturno “El Patio” en 1947, con tal aceptación que decide quedarse a radicar en el país azteca. Pronto obtuvo la nacionalidad mexicana.
Su debut como actriz lo hizo en 1948 con la película La santa del barrio del director Chano Urueta, a la que siguieron pequeños papeles en otras cintas como: Ay Palillo no te rajes!. Pero no sería hasta el año siguiente que el público comienza a identificarla por su trabajo actoral gracias a su participación en tres de las mejores películas de Germán Valdés "Tin-Tan", Calabacitas tiernas, Soy charro de levita y No me defiendas compadre en las que hacia gala de su capacidad para la comedia, tanto que se la considera -junto a Silvia Pinal- como la mejor pareja femenina que tuvo el famoso cómico pachuco. El mismo año conoce al gerente de los estudios Paramount Pictures, Sergio Kogan. Ambos se enamoran y comienzan un largo noviazgo que termina en boda. Con él procrea a su hijo Sergio.

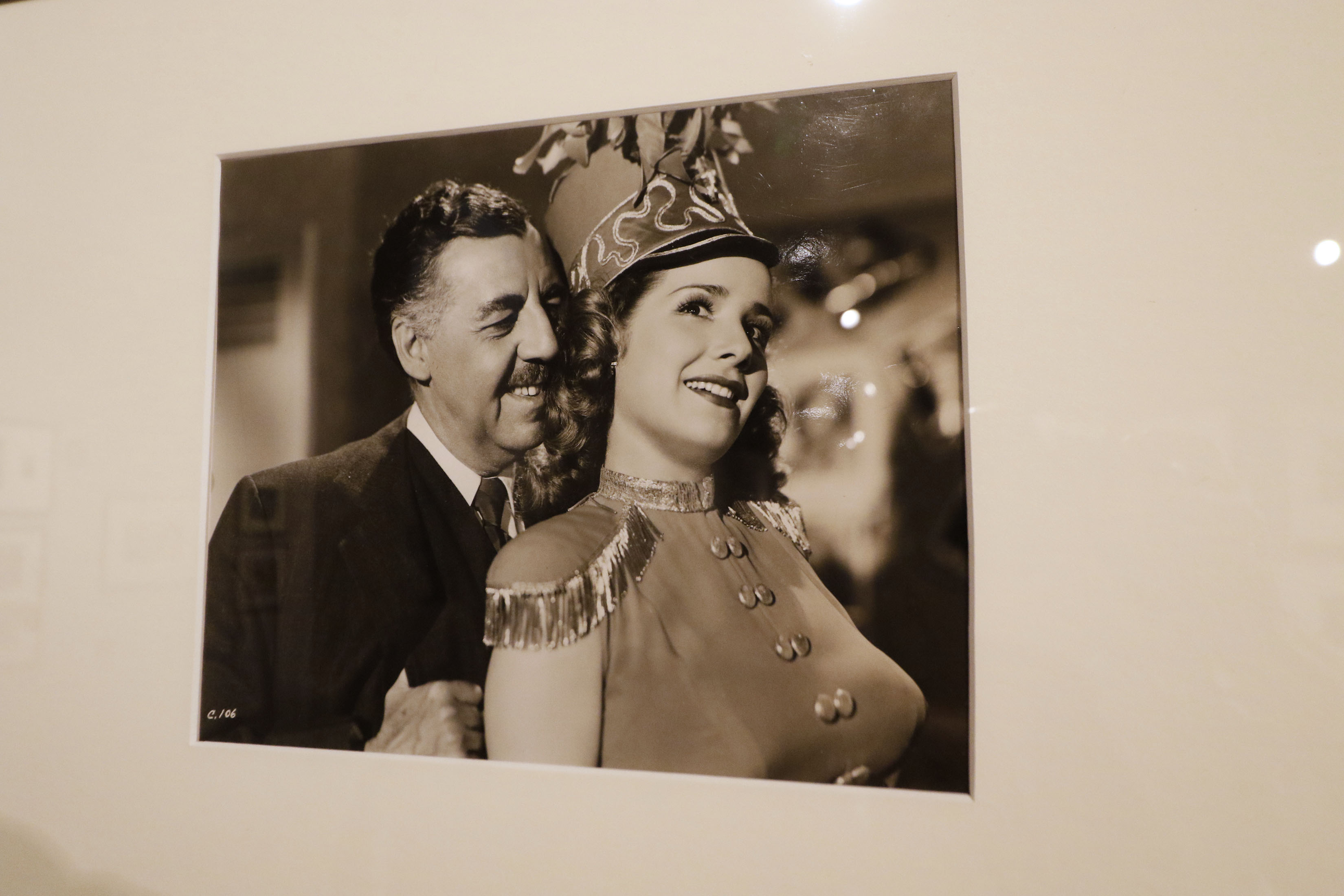
Quintana con Fernando Soler en Mi querido capitán (1950).

Ya consolidada como actriz, actuó bajo las órdenes de Julio Bracho en La ausente (1950), junto a Arturo de Córdova, Andrea Palma y Ramón Gay; bajo las órdenes de Luis Buñuel trabajó en Susana, carne y demonio (1950), con Fernando Soler y Víctor Manuel Mendoza, en donde se explota su sensualidad natural; y con Rogelio A. González filma El mil amores (1954) junto a Joaquín Pardavé y Pedro Infante, quien en aquel momento se encontraba en la cumbre del éxito. Las citadas son quizá sus cintas más conocidas, aunque el actor con quien trabajó más a menudo fue Luis Aguilar, con quien compartió créditos en nueve películas, incluyendo varias comedias rancheras y un par de historias heroicas ambientadas en la revolución mexicana de principios del siglo XX. Durante los largos años de su carrera, Rosita Quintana alternó sus actuaciones en la pantalla con su carrera como cantante y compositora, al firmar con compañías como RCA Victor y Musart y darle temas a cantantes como Guadalupe Pineda, Angélica María y María de Lourdes. También realizó una serie de trabajos en su patria de nacimiento.

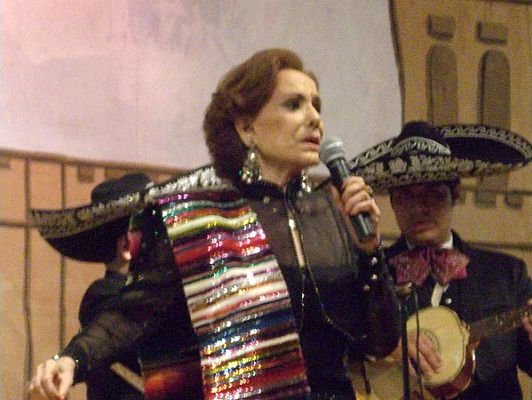
Quintana durante una presentación en Nueva York, 2007.

Los sesenta fueron una década de contrastes para la actriz, ya que logra ganar el premio Perla del Cantábrico en el Festival Internacional de Cine de San Sebastián como mejor actriz por la película El octavo infierno (1964), pero tuvo que hacer una pausa en su carrera a causa de un accidente automovilístico que la mantuvo varios días en coma, además de que falleció su exesposo Sergio Kogan, quedando al cuidado de sus hijos Sergio y Paloma Guadalupe, esta última adoptada. Su carrera en cine, aunque con pausas siguió hasta finales de la década de 1990, en donde incursionó en televisión, siendo su trabajo más exitoso en este rubro la personificación de una de las villanas de la telenovela La dueña, protagonizada por Angélica Rivera, Francisco Gattorno y Cynthia Klitbo. Sus últimos trabajos como actriz incluyeron la cinta Club Eutanasia y la telenovela Peregrina, ambas producciones de 2005.
En 2016, recibió un premio Ariel de Oro otorgado por la Academia Mexicana de las Ciencias y Artes Cinematográficas (AMACC), considerado como la máxima distinción de esta organización. Por el galardón, expreso su agradecimiento con la siguiente frase: «A México le debo lo que soy.»

## Vida personal
Quintana estuvo casada con Sergio Kogan, gerente de Columbia Pictures en América Latina, con quien tuvo a su hijo Sergio Nicolás Kogan y también fue madre de una hija adoptiva llamada Paloma Guadalupe.

### Muerte
Quintana pasó sus últimos días de vida internada en un hospital de la Ciudad de México, donde estuvo acompañada por sus hijos, nietos y su asistente personal. El 23 de agosto de 2021, falleció a los 96 años de edad, semanas después que le extirparan un tumor de tiroides. Un mes antes y durante una entrevista dada por su nieta Nicole Kogan para el programa matutino de variedades Hoy, declaró que la última voluntad de la actriz era que sus restos descansaran junto a los de su esposo, quien se encuentra sepultado en la Catedral Metropolitana de la Ciudad de México.

## Discografía

### Álbumes
| Año  | Título                                    | Compañía discográfica |
| ---- | ----------------------------------------- | --------------------- |
| 1954 | Rosita Quintana                           | Musart (México)       |
| 1956 | Música de la película Cuando México canta | Musart (México)       |
| 1959 | Rosita y Rosita                           | RCA Víctor (México)   |
| 1961 | Canciones festivas con Rosita Quintana    | Musart (México)       |
| 1965 | Siempre se vuelve al primer amor...       | Odeón (Argentina)     |

## Filmografía

### Programas de televisión
- Mujer, casos de la vida real (episodio "Amor incomparable") (1996).... Josefa

### Películas
- Club Eutanasia (2005).... Tere Dorantes
- A gozar, a gozar, que el mundo se va a acabar (1990)
- Hasta que la muerte nos separe (1989).... Eloísa
- El hombre de la mandolina (1985)
- Allá en el rancho de las flores (1983)
- Coqueta (1983).... Pilar
- Viva el chubasco (1983)
- El compadre más padre (1976)
- El demonio en la sangre (1964)
- El octavo infierno, cárcel de mujeres (1964)
- Escuela de valientes (1961) Gabriela Bermúdez
- ¿Dónde estás, corazón? (1961)
- Tres balas perdidas (1961)
- Amorcito corazón (1961)
- Paloma brava (1961)
- Yo no me caso compadre (1960)
- Calibre 44 (1960)
- Siempre estaré contigo (1959)
- Mi niño, mi caballo y yo (1959)
- Me gustan valentones! (1959)
- El zarco (1959)
- Carabina 30-30 (1958)
- Ama a tu prójimo (1958)
- Cuando México canta (1958)
- ¡Cielito lindo! (1957)
- Buongiorno primo amore! (1957).... Valentina
- ¡Que seas feliz! (1956)
- Serenata en México (1956)
- Tres melodías de amor (1955)
- A los cuatro vientos (1955)
- ...Y mañana serán mujeres (1955)
- El mil amores (1954).... Carmen Zamudio
- La duda (1954)
- El valor de vivir (1954)
- Mujeres que trabajan (1953).... Claudia
- Sor Alegría (1952).... Ana María o Sor Verónica "Sor Alegría"
- El hambre nuestra de cada día (1952)
- Menores de edad (1951).... Rosita
- Susana carne y demonio (1951).... Susana
- La ausente (1951).... Mónica Sandoval
- Mi querido capitán (1950)
- Yo quiero ser tonta (1950)
- Mala hembra (1950)
- Dos gallos de pelea (1950)
- Tú, sólo tú (1950)
- Una canción a la Virgen (1949)
- No me defiendas, compadre (1949).... Beatriz
- El charro y la dama (1949)
- Novia a la medida (1949)
- Soy charro de levita (1949).... Rosita García
- El ángel caído (1949)
- Opio (1949)
- Calabacitas tiernas (1949).... Lupe
- Dueña y señora (1948).... María Luisa
- La última noche (1948)
- ¡Ay Palillo, no te rajes! (1948)
- Mi madre adorada (1948)
- Ahí vienen los Mendoza (1948)
- La santa de barrio (1948)

### Telenovelas
- Peregrina (2005).... Eloína
- Así son ellas (2002).... Carmina del Mar vda. de Mareca
- Abrázame muy fuerte (2000/01).... Eduviges de la Cruz y Ferreira
- Rencor apasionado (1998).... Angelita
- El secreto de Alejandra (1997).... Sofía Monasterios
- La dueña (1995).... Emma de Cortés
- Atrapada (1991).... Jane Solís
- La intrusa (1987).... Renata Rossi

## Premios y reconocimientos

### Festival Internacional de Cine de Moscú
| Año  | Categoría | Película                      | Resultado |
| ---- | --------- | ----------------------------- | --------- |
| 1954 | Actriz    | El hambre nuestra de cada día | Ganadora  |

### Premios Wurlitzer
| Año  | Categoría         | Resultado |
| ---- | ----------------- | --------- |
| 1955 | Cantante Ranchera | Ganadora  |

### Festival Internacional de Cine de Berlín
| Año  | Película           | Resultado |
| ---- | ------------------ | --------- |
| 1956 | Serenata en México | Ganadora  |

### Festival Internacional de Cine de San Sebastián
| Año  | Categoría | Película           | Resultado |
| ---- | --------- | ------------------ | --------- |
| 1964 | Actriz    | El octavo infierno | Ganadora  |

### Premios Ariel
| Año  | Categoría    | Resultado |
| ---- | ------------ | --------- |
| 2016 | Ariel de Oro | Ganadora  |